# Kernabes
Kernabes (auch Kudanbes oder Kerenbes) war ein nubischer König, der von 1311 bis 1316 und von 1323 bis 1324 als letzter christlicher König das Reich von Makuria regierte. Die Ereignisse um diesen und die folgenden nubischen Herrscher sind vor allem durch den ägyptischen Historiker al-Maqrizi bezeugt.

## Leben
Kernabes lebte in einer Zeit, als das nubische Reich von Makuria sich in einer Phase der Auflösung befand. Früheste Zeugnisse erwähnen diesen Herrscher um 1315, als Kernabes von den Mamluken in Ägypten gezwungen worden war, nach Kairo zu gehen, um eine Strafe zu bezahlen, da er seinen Bruder umgebracht hätte.
1315 fiel eine muslimische Armee in sein Reich ein, da er wieder in Ungnade gefallen war. Die Mamluken wollten daraufhin Barschanbu, der zum Hof des Sultans gehörte, auf den Thron von Makuria setzen. Um dieser weiteren Invasion zuvorzukommen, sandte Kernabes den Sohn seiner Schwester, Kanz ed-Dawla, zum Sultan Al-Malik an-Nasir Muhammad. Kanz ed-Dawla war Muslim und sollte den Thron von Makuria besetzen. Der Sultan ging auf dieses Angebot jedoch nicht ein und die Armee zog nach Nubien. Als die Armee vor Alt Dunqula stand, floh König Kernabes mit seinem Bruder Abram nach al-Abwab. Dort wurden sie jedoch in Ketten an die Mamluken ausgeliefert.
In der Folgezeit regierten Barschanbu und Kanz ed-Dawla in Makuria. Am 1. Dezember 1323 (nach anderen Quellen 7. April 1322) kehrte Kernabes mit einer Reitertruppe nach Nubien zurück. Er erreichte Alt Dunqula, konnte Kanz ed-Dawla absetzen, und wurde daraufhin wieder König von Makuria. Seine Herrschaft dauerte jedoch nicht lange und er wurde wiederum von Kanz ed-Dawla vertrieben. Kernabes scheint daraufhin nach Assuan gegangen zu sein, wo er noch 1326 bezeugt ist. Sein weiteres Schicksal ist unbekannt. Kanz ed-Dawla blieb bis 1333 Herrscher von Makuria.